# Іта Ріна
Італіна Ліда Краваня (Italina Lida Kravanja), в шлюбі Тамара Чоржевич, відома як Іта Ріна (словен. Ita Rina; 7 липня 1907 — 10 травня 1979) — югославська словенська акторка.

## Життєпис
Народилася в невеликому місті Дівача в Австро-Угорщині (нині Словенія). Незабаром після початку Першої світової війни її родина переїхала до Любляни, де в 1923 році вона пішла до школи. У 1926 році стала переможницею конкурсу краси «Міс Словенія» і тим самим пройшла до наступного етапу для участі в загальноюгославському конкурсі краси. Однак мати спершу не хотіла відпускати її в Загреб, і коли Ріна все ж прибула на конкурс, переможницю вже було обрано. Незважаючи на це, вона привернула увагу місцевого підприємця і власника найбільшого кінотеатру Загреба Адольфа Мюллера, який надіслав її фотографію німецькому кінопродюсерові Пітеру Остермаєру. Юна модель зацікавила і його, тому була запрошена до Берліна для зйомок у кіно. Однак мати знову заперечила її від'їзду, і їй довелося втекти з дому.
Після прибуття в Берлін Іта Ріна деякий час відвідувала курси акторської майстерності, дикції та танців. В 1927 році дебютувала в стрічці Франца Остена «Що приховують діти від батьків», а рік потому її робота у фільмі «Таємна вечеря» була позитивно оцінена німецькою кінокритикою. Проривом для Ріни стала головна роль у мелодрамі Густава Махати «Еротикон». Наступною її великою роллю стала Тонка в першому чеському звуковому фільмі «Тонка Сибеніце».
Через рік акторка одружилася з Міодрагом Чоржевичем і перейшла з католицизму до православ'я, отримавши після хрещення ім'я Тамара Чоржевич.
Акторка продовжувала зніматися до 1939 році, отримавши також пропозицію на роботу в Голлівуді, проте її чоловік чинив опір цьому, і вона мусила відмовитися від роботи. Після завершення кінокар'єри Іта Ріна з чоловіком влаштувалася в Белграді, де в 1940 році народила сина Мілана. В 1941 році, з початком бомбардування міста, вона з сім'єю переїхала до Врнячко-Бані, де народила дочку Тіяну. Після закінчення Другої світової війни сім'я повернулася до Белграда, де нове соціалістичне керівництво обіцяло їй нові ролі в кіно. Проте всі заплановані стрічки були скасовані і Ріна після цього лише раз з'явилася на великому екрані, виконавши невеличку роль у фантастичній стрічці Велько Булаїча «Війна» в 1960 році.
Наприкінці життя акторка страждала від астми і в 1967 році переїхала з чоловіком на адріатичне узбережжя, в місто Будва. Через три роки вона померла під час чергового нападу хвороби у віці 71 року, похована в Белграді.